# Dagkoekoeksbloem
De dagkoekoeksbloem (Silene dioica, synoniem: Melandrium rubrum) is een tweejarige of vaste plant uit de anjerfamilie (Caryophyllaceae). De naam dagkoekoeksbloem verwijst naar het overdag openstaan van de bloemen, dit in tegenstelling tot die van de avondkoekoeksbloem (Silene latifolia subsp. alba) en de nachtkoekoeksbloem (Silene noctiflora).

## Kenmerken
De plant wordt tot bijna een meter hoog. De soort is tweehuizig. Van mei tot september draagt hij roze eenslachtige bloemen met vijf aan de top diep ingesneden kroonbladen. De kelkbladen zijn buisvormig vergroeid tot een kelkbuis. De hoofdbloeiperiode valt in mei en juni, maar in de herfst kan een tweede bloeiperiode plaatsvinden. De vrucht is een met tanden openspringende doosvrucht.

## Naamgeving
De dagkoekoeksbloem kreeg in 1753 van Linnaeus de naam Lychnis dioica in Species plantarum. Dioica, uit het Griekse διοίκειν = afzonderlijk (be)wonen, betekent hier "tweehuizig". Onder de synoniemen noemde Linnaeus "Lychnis sylvestris noctiflora alba simplex" uit de "Catalogus plantarum horti Pisani" van Michelangelo Tilli. Op de afbeelding van Tilli is onmiskenbaar een avondkoekoeksbloem te zien. In 1768 deelde Philip Miller de soort van Linnaeus daarom op in twee soorten: Lychnis dioica en Lychnis alba. Een jaar later deelde Christian Ehrenfried von Weigel Linnaeus' soort op in de twee ondersoorten rubra en alba. Diverse auteurs namen daarna de aanduiding "rubra" voor de dagkoekoeksbloem over. Toen Christian August Friedrich Garcke het taxon in 1858 als soort in het geslacht Melandrium plaatste, gaf hij hem de naam Melandrium rubrum, een naam die door veel auteurs en in diverse flora's werd overgenomen. Pas in 1989 selecteerden Salvador Talavera en Félix Muñoz Garmendia uit het materiaal dat Linnaeus voor zijn publicatie ter beschikking stond het lectotype LINN 602.6, een geconserveerd exemplaar uit het herbarium van Linnaeus, dat door Linnaeus in zijn manuscript voor Species plantarum als "6 dioica" werd vermeld. Daarmee was definitief vastgelegd welke soort met de naam dioica wordt bedoeld. Volgens de ICN is de naam rubra een overbodige hernoeming van een taxon dat al een geldige naam had. Wanneer de soort in het geslacht Silene wordt geplaatst, moet de naam Silene dioica worden gebruikt, die in 1811 door Joseph Philippe de Clairville werd gepubliceerd.

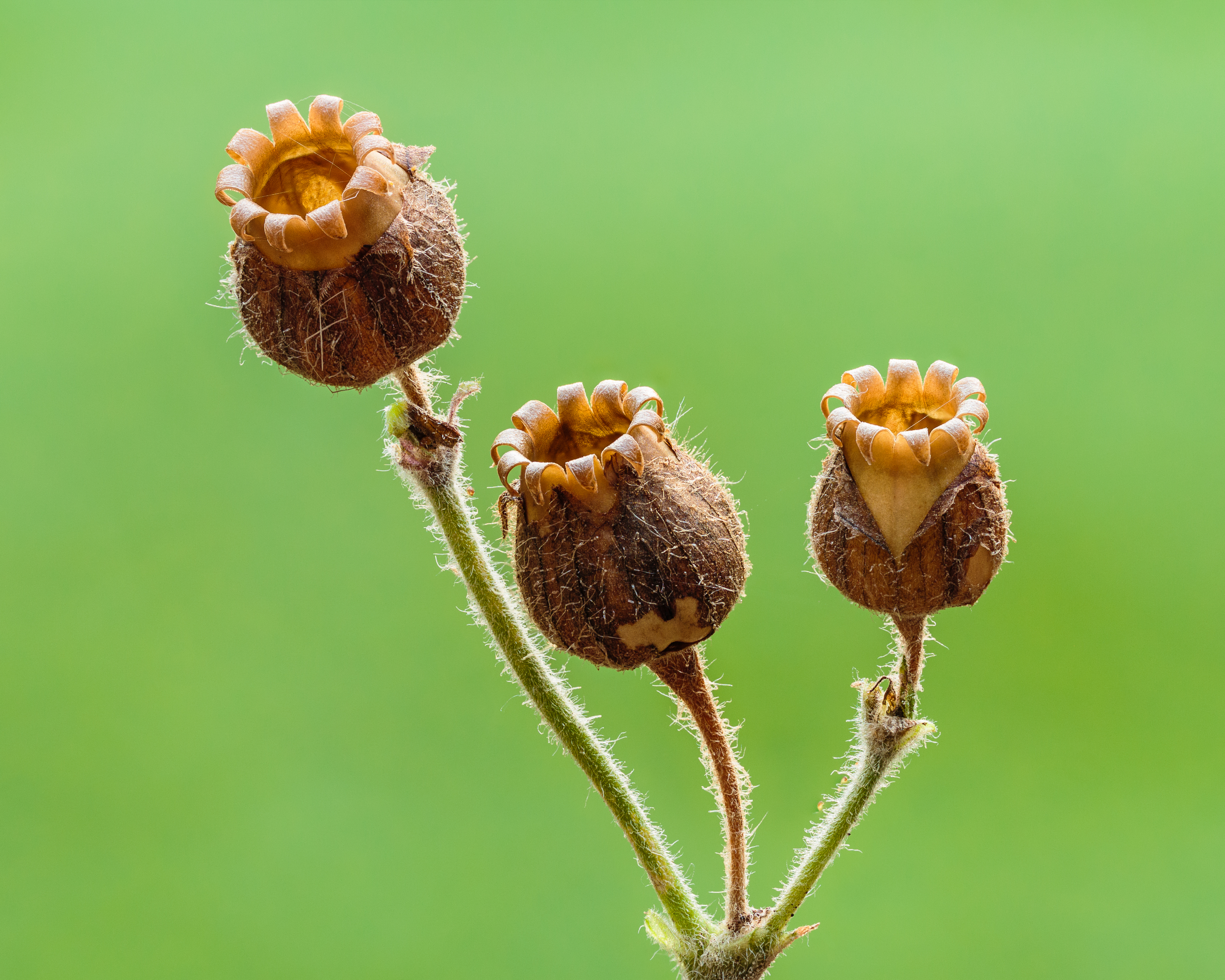
Zaaddozen van een dagkoekoeksbloem (Silene dioica).

### Synonymie
- Lychnis dioica L. Species plantarum: 437 (1753) (basioniem)
  - Lychnis dioica subsp. rubra Weigel Flora Pomerano-Rugica: 85 (1769), nom. illeg.
  - Saponaria dioica (L.) Moench Methodus plantas horti botanici et agri Marburgensis: 76 (1794)
  - Lychnis diurna Sibth. Flora Oxoniensis: 145 (1794), nom. illeg.[noot 2]
  - Silene dioica (L.) Clairv. Manuel d'herborisation en Suisse et en Valais: 146 (1811)
  - Melandrium diurnum (Sibth.) Fr. Botaniska Notiser 1842(10): 170 (1842), nom. illeg.[noot 3]
  - Melandrium dioicum (L.) Coss. & Germ. Flore descriptive et analytique des environs de Paris: 28 (1845)
  - Silene diurna (Sibth.) Godr. Mémoires de la société royale des sciences, lettres et arts de Nancy 1846: 171 (1847), nom. illeg.
  - Lychnis rubra (Weigel) Patze, E.Mey. & Elkan Flora der Provinz Preussen: 384 (1850), nom. illeg.
  - Melandrium rubrum (Weigel) Garcke Flora von Nord- und Mittel-Deutschland, vierte Auflage: 55 (1858), nom. illeg.
  - Melandrium dioicum subsp. rubrum (Weigel) D.Löve Botaniska Notiser 1944(2): 200 (1944), nom. illeg.
- Lychnis sylvestris Schkuhr Botanisches Handbuch 1: 403 (1791)
  - Melandrium sylvestre (Schkuhr) Röhl. Deutschlands Flora ed. 2, 2: 274 (1812)
  - Agrostemma sylvestre (Schkuhr) G.Don A General History of the Dichlamydeous Plants 1: 416 (1831)[noot 4]

## Voorkomen
De plant groeit op vochtige plaatsen met een pH waarde tussen 6,1 en 7,8, op voedselrijke laagveen- of zandgrond. Enige schaduw is gewenst, maar volle zon is geen probleem wanneer de bodem voldoende vochtig is en blijft. Hoewel de bloemen overdag open zijn, is de plant voor bestuiving grotendeels afhankelijk van nachtvlinders.
Het natuurlijke verspreidingsgebied beslaat Europa, West-Azië en in Noord-Afrika in Marokko. De plant is ingevoerd in Noord-Amerika.

## Plantengemeenschap
De dagkoekoeksbloem is een kensoort voor het verbond van els en gewone vogelkers (Alno-padion).

## Ecologischeaspecten
De plant is waardplant voor de bladmineerder Pegomya flavifrons, voor de koekoeksbloembochelwants, en ook voor verschillende soorten nachtvlinders. Oorwormen gebruiken de lege zaaddozen van de dagkoekoeksbloem graag als schuilplaats.

## Afbeeldingen

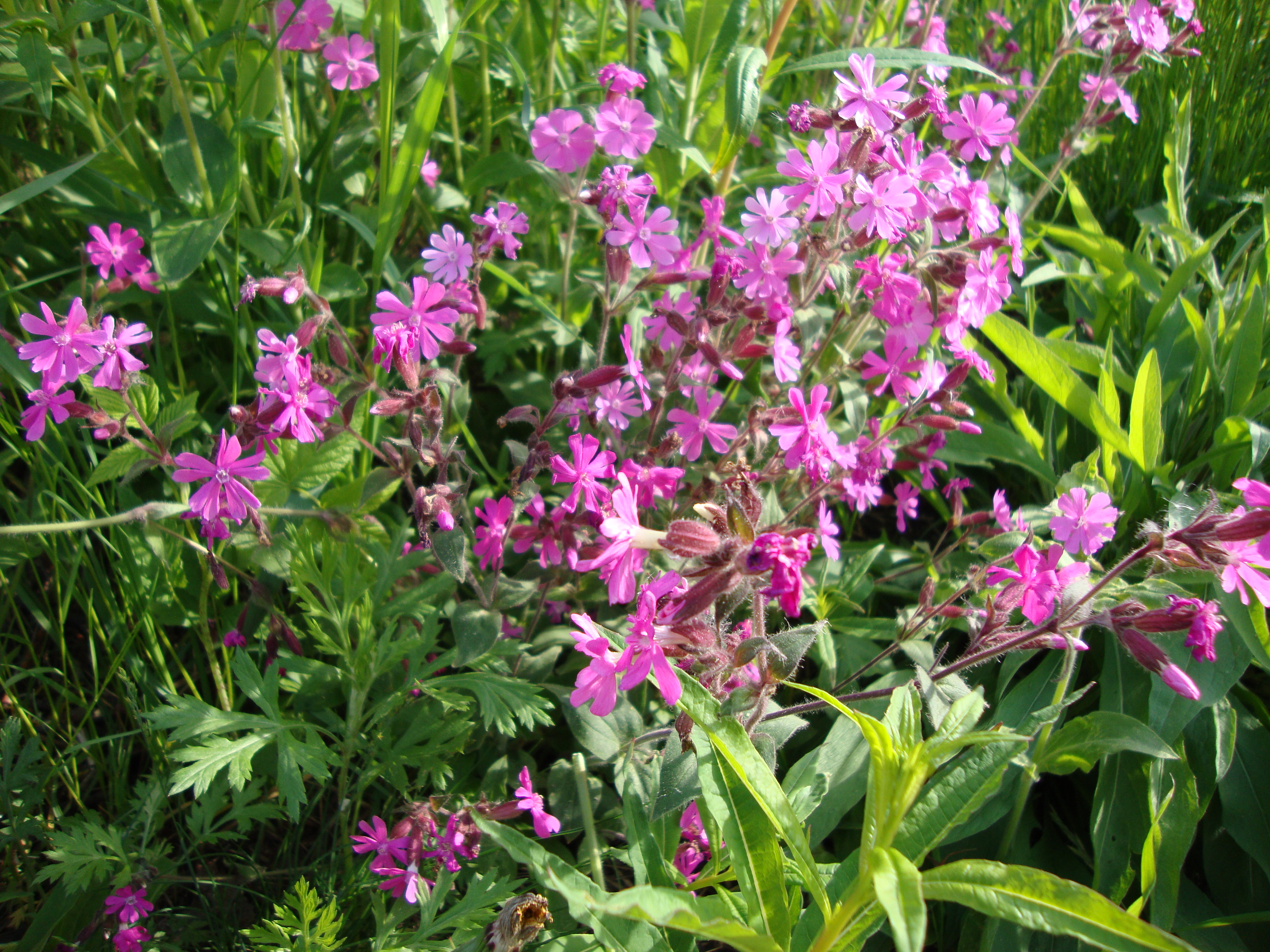
habitus mannelijke plant
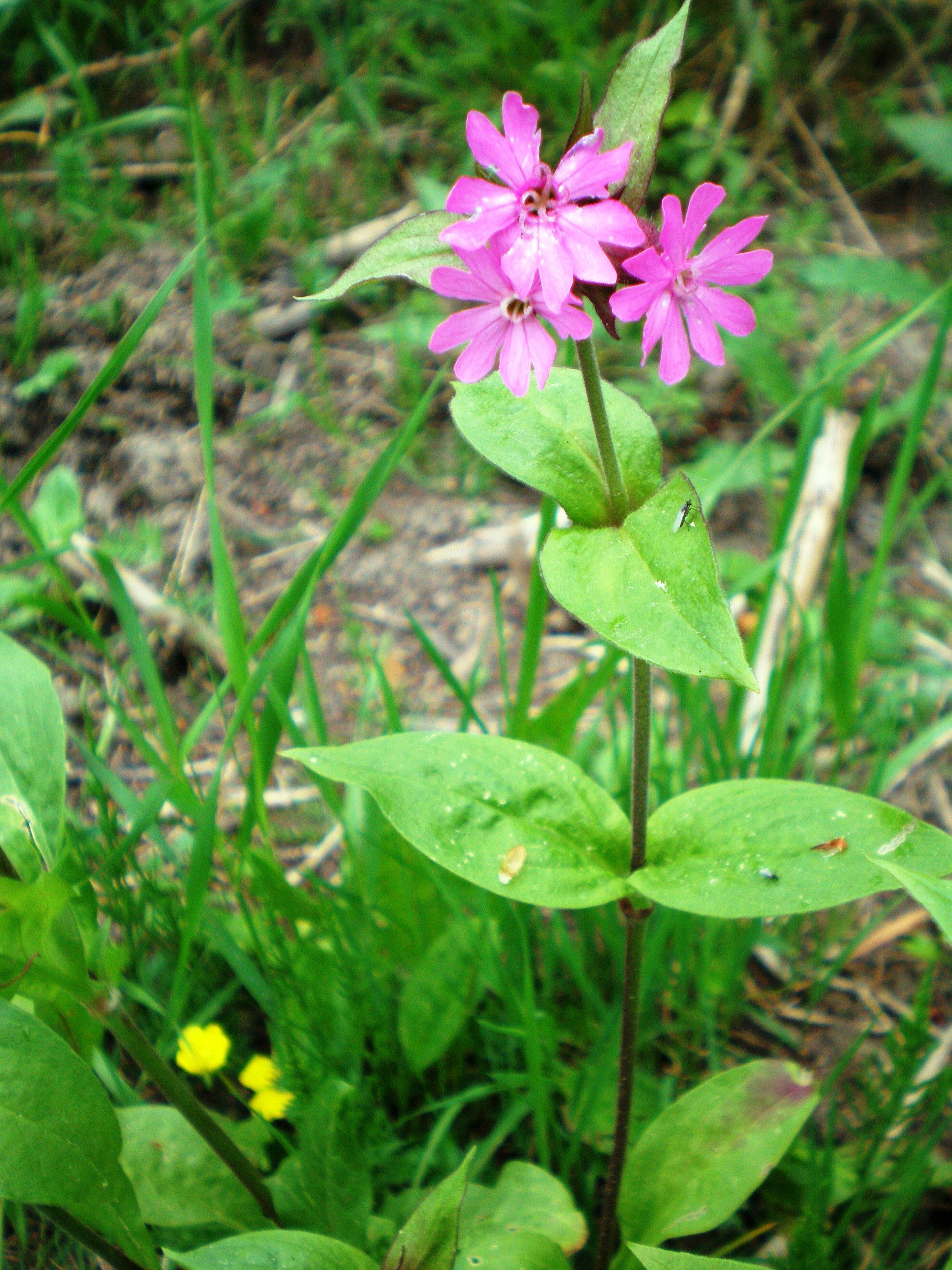
bladeren
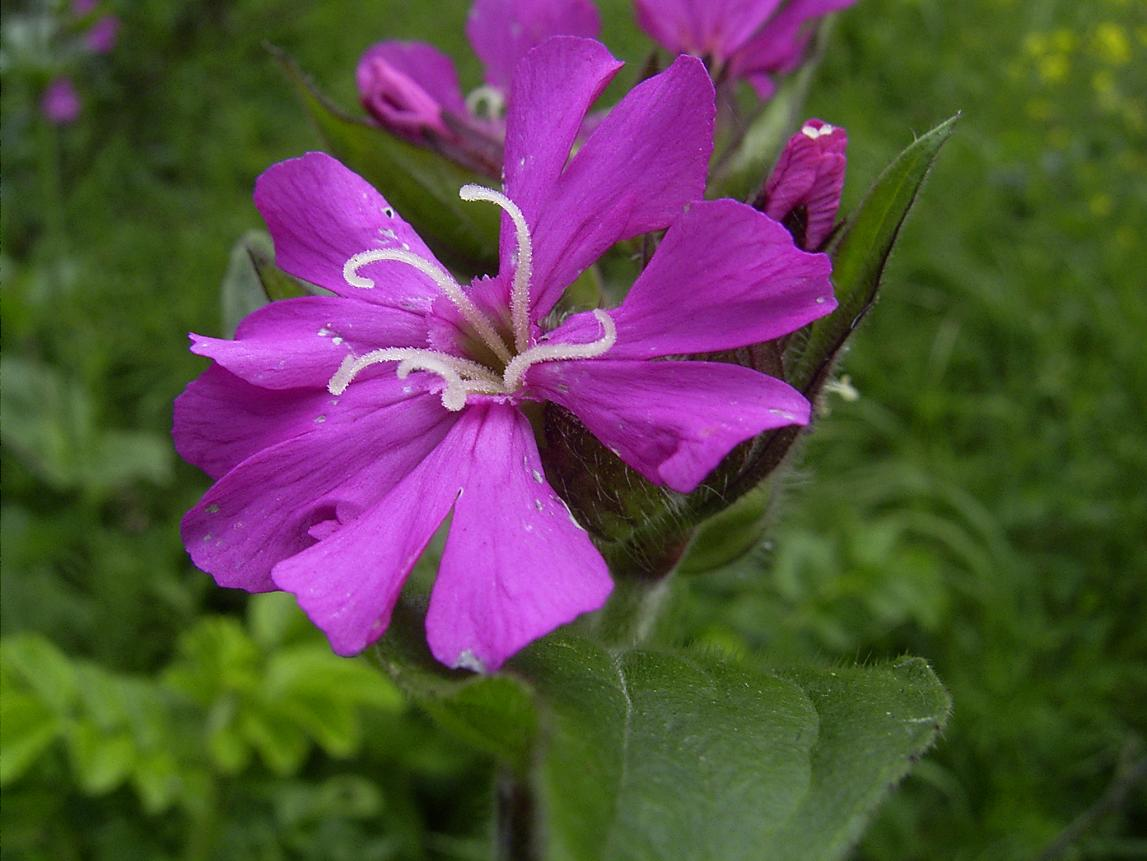
vrouwelijke bloem
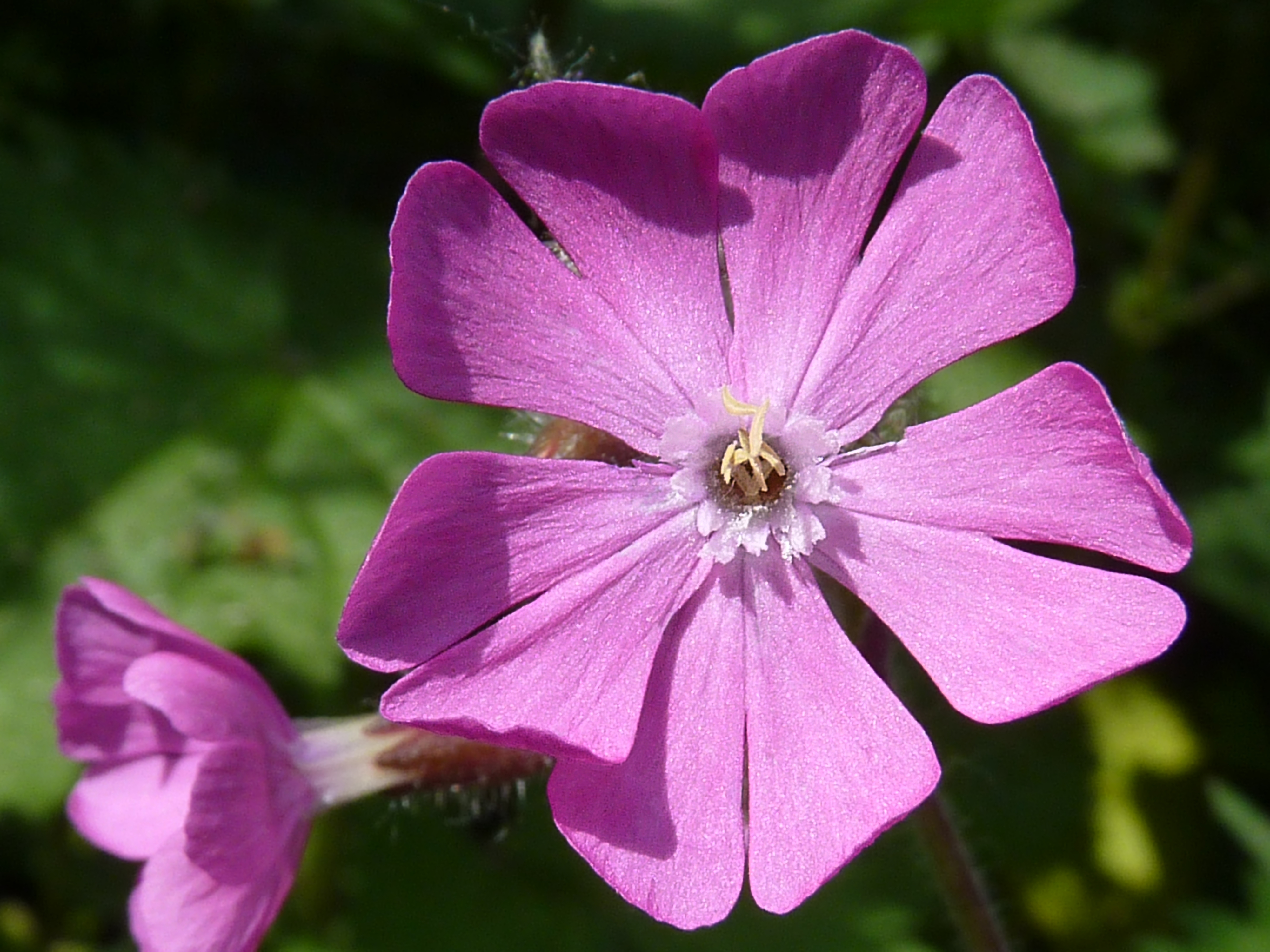
mannelijke bloem
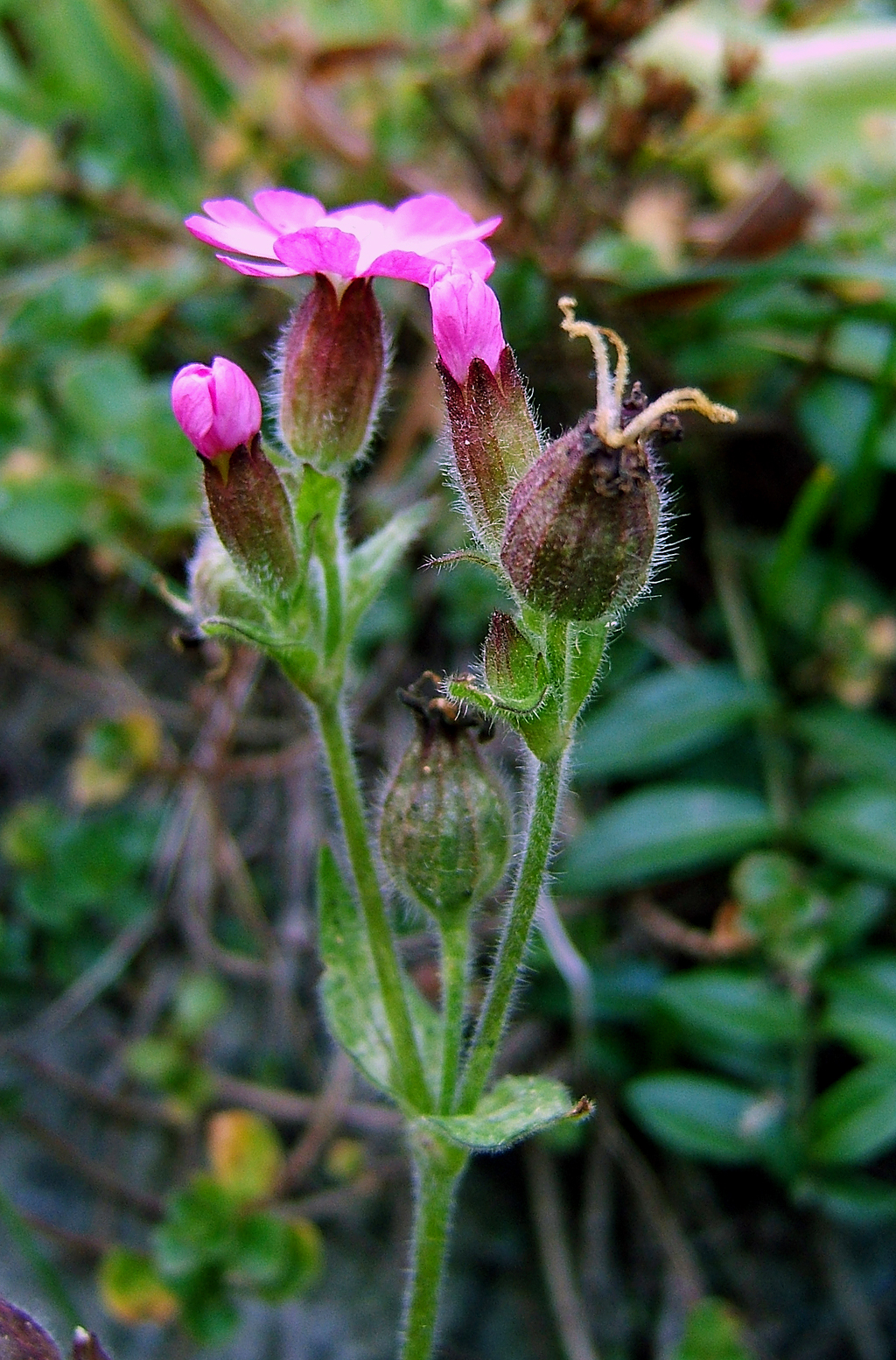
behaarde bloemstengels
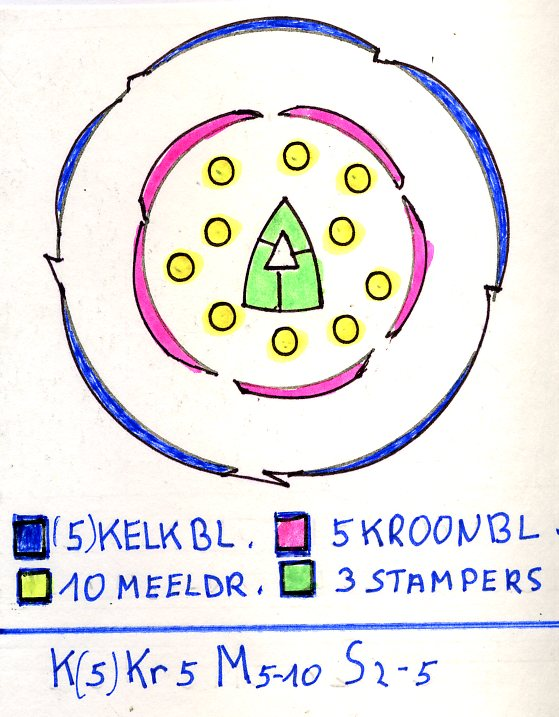
bloemdiagram